# Sršenasta trepetavka
Sršenasta trepetavka (znanstveno ime Volucella inanis) je vrsta muh trepetavk, ki je razširjena po večini Evrope, po vzhodni palearktiki, Bližnjem vzhodu in Severni Afriki.

## Opis
Odrasle sršenaste trepetavke dosežejo v dolžino med 15 in 17 mm. Zadek je črn s tremi prečnimi rumenimi progami, s čimer spominjajo na ose. Prva dva pasova sta prekinjena s črnim klinastim vzorcem. Na glavi ima ta vrsta muh perjanaste tipalnice, krila pa imajo na sredini in na konicah temne lise. Samci imajo oči tesno skupaj, pri samicah pa so nekoliko bolj narazen. 

## Biologija
Odrasle muhe letajo med junijem in septembrom, hranijo pa se z medičino različnih cvetočih rastlin.
Samice odlagajo jajčeca v gnezda os in sršenov. Ličinke so ektoparaziti osjih ličink.